# خالد منصور (عسكري)
خالد منصور واسمه الكامل خالد سعيد شحادة منصور (أبو الراغب؛ ولد في 14 أغسطس 1975 في رفح – اغتيل في 6 أغسطس 2022 في رفح) كان قائدًا عسكريًا فلسطينيًا، وهو قائد المنطقة الجنوبية في سرايا القدس. كما كان أحد أبرز المطلوبين لإسرائيل حتى اغتياله خلال الحرب الإسرائيلية على غزة 2022.

## الحياة المُبكّرة
ولد خالد سعيد شحادة منصور في مدينة رفح بتاريخ 14 أغسطس 1975 لأسرة من اللاجئين الفلسطينيين. انضم إلى حركة الجهاد الإسلامي بالتزامن مع اندلاع الانتفاضة الفلسطينية الأولى عام 1987 وتدرج على مدار السنوات في مناصبها العسكرية، كما نجا من عدة محاولات إسرائيلية لاغتياله كان من أبرزها خلال الحرب الإسرائيلية على غزة عام 2014.

## الاغتيال
اغتالته القوات الإسرائيلية في مدينة رفح مساء يوم 6 أغسطس 2022 خلال الحرب الإسرائيلية على غزة 2022 في غارة إسرائيلية على حي سكني قُتل خلالها 7 آخرين وأصيب العشرات، وفي فجر يوم 7 أغسطس 2022 وصلت فرق الإنقاذ لجثته تحت الركام بعد ساعات من عملية البحث. جاءت عملية اغتياله بعد ساعات فقط من اغتيال القيادي تيسير الجعبري قائد المنطقة الشمالية في سرايا القدس.